# GOST (hash)
La funzione di hash GOST è un algoritmo crittografico di hashing sviluppato nell'ex Unione Sovietica nel 1994 basato sull'omonimo cifrario a blocchi GOST (cifrario). La funzione genera un message digest ("impronta del messaggio") di 256 bit partendo da un messaggio di lunghezza arbitraria.
Inizialmente adottato dal governo Russo come standard GOST R 34.11-94: Information Technology - Cryptographic Information Security - Hash Function, il GOST fu successivamente adottato dagli altri Stati membri del CSI con lo standard GOST 34.311-95.

## Hash del GOST
Quello che segue è un esempio di hash generato dal GOST:
```
GOST("The quick brown fox jumps over the lazy dog") =
 77b7fa410c9ac58a25f49bca7d0468c9296529315eaca76bd1a10f376d1f4294
```

Questo è invece l'hash ottenuto con lo stesso testo di cui sopra ma sostituendo la lettera d con la lettera c:
```
GOST("The quick brown fox jumps over the lazy cog") =
 a3ebc4daaab78b0be131dab5737a7f67e602670d543521319150d2e14eeec445
```

Questo è invece l'hash di una stringa di lunghezza pari a zero:
```
GOST("") =
 ce85b99cc46752fffee35cab9a7b0278abb4c2d2055cff685af4912c49490f8d
```

## Curiosità
Il termine GOST, dal russo ГОСТ, è l'acronimo di gosudarstvennyy standart (Russo: государственный стандарт), che significa standard statale.